# کنعان، ورمونت
کنعان (به انگلیسی: Canaan) یک منطقهٔ مسکونی در ایالات متحده آمریکا است که در شهرستان اسکس، ورمانت واقع شده‌است.
 کنعان ۸۶٫۶ کیلومتر مربع مساحت و ۹۷۲ نفر جمعیت دارد و ۴۱۳ متر بالاتر از سطح دریا واقع شده‌است.